# Fouquet (krater)
För andra betydelser, se Fouquet.
Fouquet är en nedslagskrater med en diameter på 47 kilometer, på planeten Venus. Fouquet har fått sitt namn efter den franska författarinnan Marie Fouquet.